# Trutzturn
Trutzturn (tudi Rauterjeva graščina) je graščina in nekdanji mestni obrambni stolp, ki je nastal v vogalu mestnega obzidja v Kamniku. Njegovo posestvo presega 6000 kvadratnih metrov. Sezidan je bil sredi 16. stoletja v obliki razpotegnjenega osmerokotnika; ohranjene ima izvirne arhitekturne elemente. Kamničani so jo zgradili iz bojazni, da bi se gradu Zaprice polastil sovražnik, ki bi tako lažje oblegal mesto. S svojo lego na žalskem hribu je na jugozahodu zaključeval kamniško obzidje. Med gradnjo železniškega predora so v hribu pod gradičem našli rov, ki naj bi gradič povezoval z mestom.
V bližini stojijo 300 let star divji kostanj, bazen in 100 do 200 let stari grmički, posejani v obliki nizkega labirinta.